# Lutz Wanja
Lutz Wanja (Brandeburgo sulla Havel, 6 giugno 1956) è un ex nuotatore tedesco orientale.

## Carriera
Fortemente specializzato nel dorso, vinse la medaglia di bronzo sulla distanza dei 100m alla prima edizione della storia dei campionati mondiali, a Belgrado nel 1973.

## Palmarès
- Mondiali

Belgrado 1973: bronzo nei 100m dorso.
- Europei

Vienna 1974: argento nei 100m dorso e bronzo nella 4x100m stile libero.
Jönköping 1977: argento nella 4x100m misti.